# Xosé Ramón Barreiro Fernández
Xosé Ramón Barreiro Fernández   (Ribeira, 2 de desembre de 1936 - la Corunya, 17 de març de 2021) fou un historiador gallec, que fou el president de la Reial Acadèmia Gallega entre 2001 i 2009.
Llicenciat en Dret Canònic a la Universitat Gregoriana de Roma el 1963, i doctorat amb la tesi A perpetuidade subxectiva do beneficio eclesiástico a la mateixa universitat l'any 1965, posteriorment, es va llicenciar en Filosofia i Lletres (secció Història) a la Universitat de Santiago de Compostel·la, amb la memòria de llicenciatura La Ilustración en la Universidade de Santiago de Compostela el 1974, i cinc anys després es doctorà amb la tesi El campesinado gallego en la Historia contemporánea.
Xosé Ramón Barreiro Fernández és una de les figures més destacades de la historiografia gallega contemporània, amb una trajectòria íntimament lligada a l'àmbit cultural de Galícia, arribant a ocupar el càrrec de president de la Reial Acadèmia Gallega on va substituir a Francisco Fernández del Riego, i en el qual fou substituït per Xosé Luís Méndez Ferrín. Va ser catedràtic d'Història Contemporània de Galícia a la Universitat de Santiago de Compostel·la. La seva tasca docent sempre va estar vinculada a la universitat compostel·lana on també va ocupar els càrrecs de degà de la Facultat de Geografia i Història, i de vicerector durant el curs 1985-1986. Va començar com a professor ajudant de classes pràctiques d'Història Contemporània l'any 1974, i continuà com a catedràtic d'Història Contemporània a la Facultat de Geografia i Història, de la qual va ser el primer degà elegit democràticament (1985-1986). La seva tasca docent sempre va estar vinculada a la universitat compostelana, de la qual va ser vicerector durant el curs 1985-1986.
Fou director de l'Institut d'Estudis Jacobeos, secretari de l'Instituto de Estudios Gallegos Padre Sarmiento, durant tres anys i membre de la primera directiva del Patronato Rosalía de Castro. Fou membre del Consello da Cultura Galega des de la seva fundació, actualment exerceix la representació de la Reial Acadèmia Gallega. Fou membre fundador del Seminari d'Estudis Gallecs i membre electe de l'Instituto José Cornide. Fou membre de la Reial Acadèmia de la Història, de la Reial Acadèmia de Còrdova de Ciències, de Belles Lletres i Nobles Arts. Fou membre corresponent de la Reial Acadèmia Gallega des de 1971 i membre numerari des del 14 de febrer de 1997, data en què va llegir el discurs d'ingrés, O liberalismo coruñés: a segunda xeración (1823-1846). A la Reial Acadèmia Gallega a més d'exercir el càrrec de president des del 2001 al 2010, també fou el seu tresorer des de 1997 al 2001.
El 2010 va ser guardonat amb el premi Trasalba, que concedeix la Fundació Otero Pedrayo. La seva Historia Contemporánea de Galicia (1981), va rebre el Premi de la Crítica. El 2008 la Reial Acadèmia Gallega va publicar un llibre d'homenatge a Xosé Ramón Barreiro Fernández, A patria enteira: homenaxe a Xosé Ramón Barreiro Fernández.
Barreiro Fernández fou autor de nombroses publicacions, tant d'articles com llibres, entre les quals destaquen El carlismo gallego (1976), El levantamiento de 1846 y el nacimiento del galleguismo (1979), Historia contemporánea de Galicia (1981), Liberales y absolutistas en Galicia (1982), La imprenta en Galicia (1982), Historia contemporánea de Galicia (1982-1984) o Galicia, entre la revolución y la reacción.